# SEMA4B
SEMA4B‏ (Semaphorin 4B) هوَ بروتين يُشَفر بواسطة جين SEMA4B في الإنسان.